# Slănic
Slănic là một thị xã thuộc hạt Prahova, România. Dân số thời điểm năm 2002 là 7110 người.